# Војуша
Војуша (грч. Αώος, алб. Vjosë, Vjosa) је 272 km дуга река која тече кроз северозападну Грчку и јужну Албанију.
Река извире у планинама Пинд у Епиру, источно од Јањине. Ток кроз Грчку је дуг 80 km. У доњем току река је веома широка и гради меандре. Улива се у Јадранско море северозападно од Валоне.
Ток реке је променио земљотрес у 3. веку, што је допринело пропасти древног града Аполоније.
Ово је једна од ретких европских река у чијој долини нема већих насеља ни индустрије.